# إدموند هال
إدموند هال (بالإنجليزية: Edmund Hall)‏ هو سياسي أسترالي، ولد في 13 أغسطس 1878 في جيرالدتون في أستراليا، وتوفي في 28 يوليو 1965 في أستراليا. حزبياً، نشط في Western Australian National Party ‏. وقد انتخب عضو الجمعية التشريعية لأستراليا الغربية.